# Ielena Milàixina
Ielena Milàixina (rus: Елена Милашина)  (Dalnegorsk, 1977), nom complet amb patronímic Ielena Valérievna Milaixina, rus: Елена Валерьевна Милашина, és una periodista d'investigació russa que treballa al Nóvaia Gazeta. Milàixina continua algunes investigacions iniciades per la seva col·lega Anna Politkóvskaia, que va ser assassinada el 2006.
El 2009 va rebre el Premi Human Rights Watch en reconeixement del seu activisme i les seves investigacions sobre el Caucas del Nord. El 2013 va rebre el Premi Internacional Dona Coratge, atorgat pel Departament d'Estat dels Estats Units.